# 131 (liczba)
131 (sto trzydzieści jeden) – liczba naturalna następująca po 130 i poprzedzająca 132.

## W matematyce
- 131 jest trzydziestą drugą liczbą pierwszą, następującą po 127 i poprzedzającą 137[1]
- 131 jest liczbą pierwszą Sophie Germain[2]
- 131 jest liczbą Ulama[3]
- 131 jest palindromem liczbowym, czyli może być czytana w obu kierunkach, w pozycyjnym systemie liczbowym o bazie 10 (131)
- 131 należy do jednej trójki pitagorejskiej (131, 8580, 8581).

## W nauce
- liczba atomowa untriunium (niezsyntetyzowany pierwiastek chemiczny)
- galaktyka NGC 131
- planetoida (131) Vala
- kometa krótkookresowa 131P/Mueller

## W kalendarzu
131. dniem w roku jest 11 maja (w latach przestępnych jest to 10 maja). Zobacz też co wydarzyło się w roku 131, oraz w roku 131 p.n.e..